# Революция 1848—1849 годов в Чехии
Революция 1848—1849 гг. в Чехии — буржуазно-демократическая революция в Чехии, одна из европейских революций 1848—1849 гг.

## Причины и задачи революции
Задачами революции было установление гражданских прав и свобод, ликвидация феодальных пережитков. Помимо глубокого кризиса политической системы поводом к революции послужили межэтнические противоречия в многонациональном государстве, стремление Чехии к культурно-политической автономии. Развитие капиталистических отношений особенно тормозилось тем, что там существовал очень сильный национальный гнет.

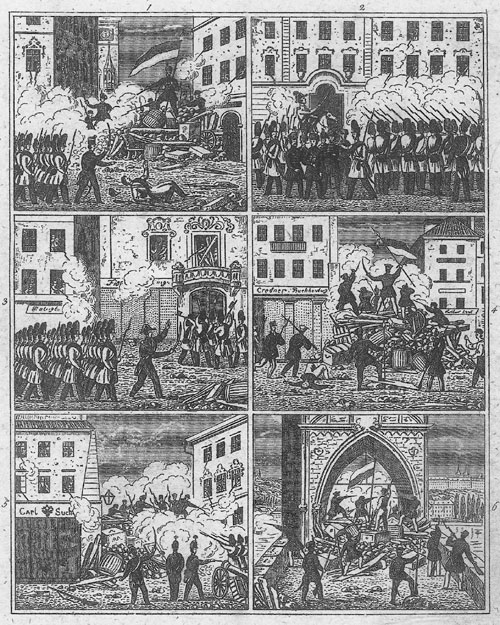
Серия картин времен Пражского восстания

В отличие от остальной империи, в Австрии и Чехии уже развилась капиталистическая промышленность, было много рабочих и ремесленников. В промышленном отношении Чехия была самой передовой частью империи — из 900 тысяч механических веретен, имевшихся во всей Австрийской империи, на одну Чехию приходилось 336 тысяч. В Чехии имелось свыше 1300 фабрик, в хлопкоткацкой промышленности там было занято 150 тысяч ткачей. Но чешская средняя и мелкая буржуазия находилась в зависимости от крупных австрийских капиталистов.
Сильное движение за развитие национальной культуры поднялось в Чехии. Писатели и учёные создавали выдающиеся труды по истории чешского народа, о развитии его языка и литературы, вели борьбу за национальную школу. Чешские революционные демократы стремились не только к развитию национальной культуры, но и к социальному и национальному освобождению. Однако умеренные чешские деятели держали курс на соглашение с Габсбургами.

## Хронология революции
В Чехии под влиянием революции в Вене была создана национальная гвардия, выдвинуты требования автономии Чехии в составе Австрийской империи и введения демократических свобод, организован особый Национальный комитет для подготовки реформ и созыва земского сейма. Австрийский император признал равноправие чешского и немецкого языков на территории Чехии. Франтишек Палацкий в ответ на идею объединения Германии выдвинул программу «австрославизма», суть которой заключалась в преобразовании империи в федерацию равноправных наций при сохранении единства государства. Выборы во Франкфуртское национальное собрание в Чехии были бойкотированы.
24 мая в Праге открылся Славянский съезд представителей славянских народов империи с целью объединения национальных движений против пангерманской опасности. После майских событий в Вене по Чехии прокатилась волна забастовок и митингов рабочих. Вскоре был сформирован Временный правительственный комитет с участием Палацкого и Карла Браунера, который заявил о непризнании распоряжений венского правительства. В то же время к Праге были стянуты войска генерала Виндишгреца.
11 июня во время митинга раздался выстрел, в результате которого была убита жена коменданта Праги княгиня Виндишгрец. В ответ австрийские войска открыли огонь по демонстрантам, среди которых были и невооружённые лица. Прага покрылась сетью баррикад, на австрийские войска начали нападать вооружённые отряды горожан и студентов. Повстанцы требовали создания национального правительства и чешского гл. воен. командования.

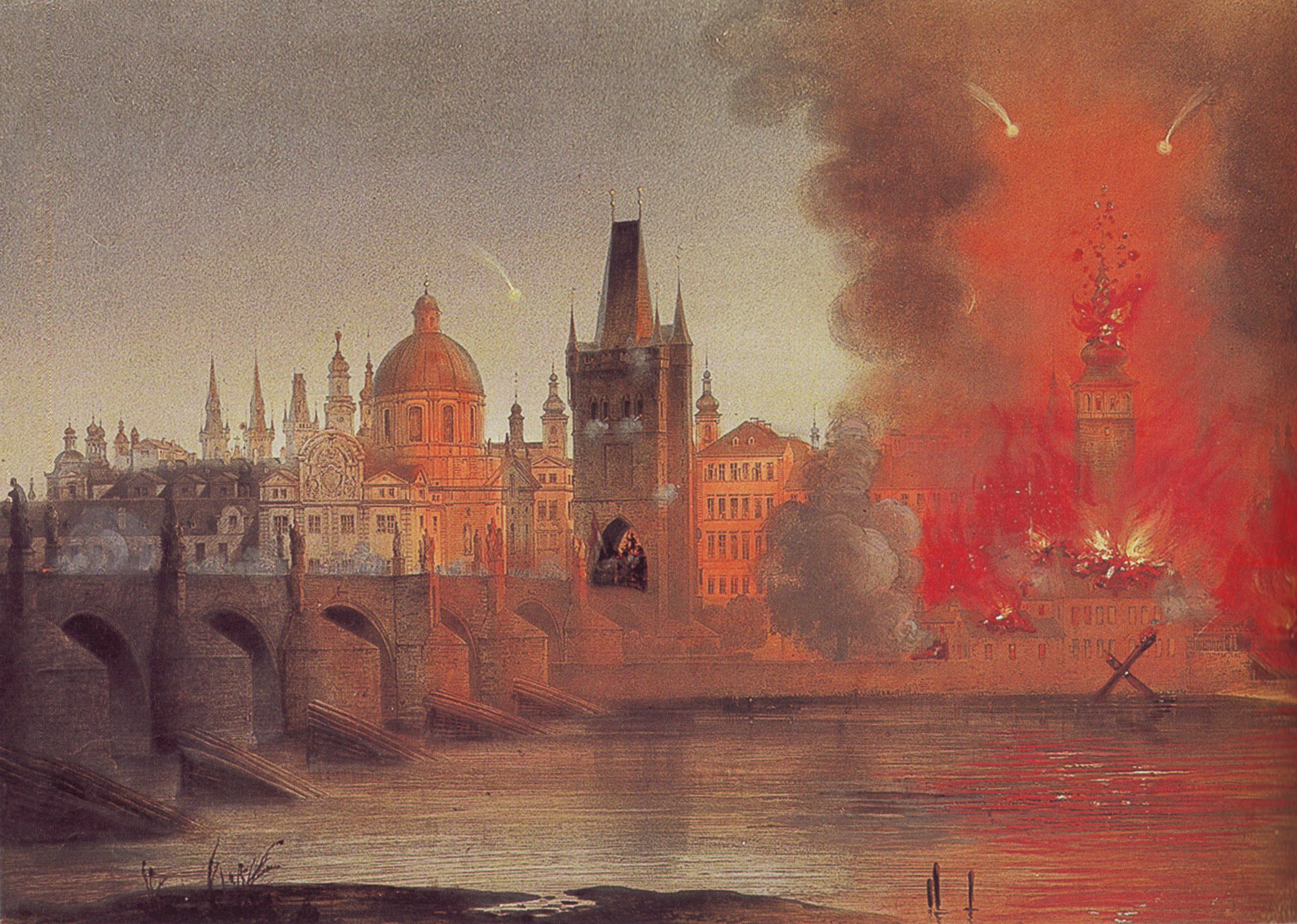
Войска Виндишгреца бомбардируют Прагу

15 июня начался артиллерийский обстрел столицы, а 17 июня Прага капитулировала. В стране начались массовые аресты участников революции, были закрыты революционные организации и газеты. Революция в Чехии была подавлена.